# Gordon-Tiegelpresse

Gordon-Prinzip

Die Gordonpresse ist eine fuß- oder motorbetriebene Tiegeldruckpresse.   Bei diesem Druckprinzip schwingen Druck-Tiegel (T) und das Fundament (F) mit der Druckform jeweils auf einer eigenen Achse. Dabei schwingt allerdings die Tiegelachse auch auf das Fundament zu. Tiegel und Druckform treffen sich im Druckpunkt  in senkrechter Position.
Im Jahr 1851 ließ sich der Amerikaner George Phineas Gordon in New York seine erste Tiegelpresse patentieren. Er nannte sie „Franklin“ und behauptete, Benjamin Franklin hätte ihm die Druckpresse in einem Traum beschrieben.
Seine Maschine verfügte über ein annähernd senkrecht stehendes Fundament, Walzen zur Einfärbung, die mit der Tiegelbewegung verbunden waren, und ein Tellerfarbwerk zur gleichmäßigen Farbführung.
Gordontiegel fanden in den USA große Verbreitung und wurden noch nach dem Zweiten Weltkrieg als Buchdruckautomaten gebaut.